# شرياس تالبادي
شرياس تالبادي هو منتج أفلام ومخرج وممثل هندي، ولد في 27 يناير 1976 بمومباي في الهند. بدأ مشواره المهني سنة 2000، ومن الجوائز التي نالها جائزة زي سيني لأفضل ممثل حسب النقاد سنة 2006 وStardust Award for Breakthrough Performance – Male ‏ عن عمل أوم شانتي أوم سنة 2008.

## أعمال

### أفلام
- (2007) أوم شانتي أوم

## جوائز
- جائزة زي سيني لأفضل ممثل حسب النقاد (2006)
- Stardust Award for Breakthrough Performance – Male [الإنجليزية]‏، عن عمل: أوم شانتي أوم (2008)

## وصلات خارجية
- شرياس تالبادي على موقع IMDb (الإنجليزية)
- شرياس تالبادي على موقع ألو سيني (الفرنسية)
- شرياس تالبادي على موقع أول موفي (الإنجليزية)
- شرياس تالبادي على موقع قاعدة بيانات الفيلم (الإنجليزية)
- شرياس تالبادي على موقع كينوبويسك (الروسية)